# サン・マルタンの旗
本項ではサン・マルタンの旗について述べる。

フランス国旗

カリブ海にあるフランス領の海外準県サン・マルタンにおいて、公式な国旗として掲揚されるのは、フランス国旗である。

## 非公式な旗
複数の、非公式な地域の旗の使用も報告されている。
- サン・マルタンの紋章 (Coat of arms of the Collectivity of Saint Martin) を配置した旗
- 白地の中央に海外準県政府のロゴマークを記した旗[1]。

ロゴマークを用いた旗
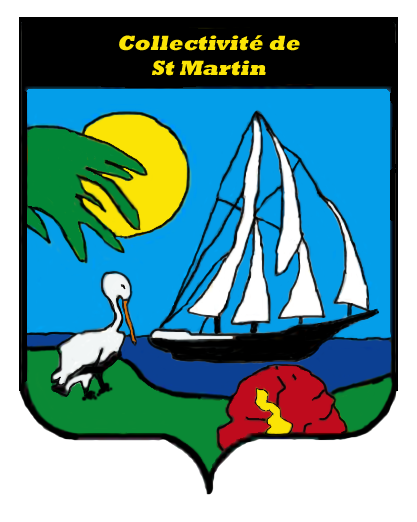
紋章

## その他

虚構の旗

Flags of the World では、「疑わしい報告」(Dubious reports of the flag of Saint-Martin) として右を掲げる。この旗は、1994年にハンガリーで出版された László Balough 著の書籍でサン・マルタンの旗として報告されているが、現地では実際に用いられておらず、現地の行政当局も把握していない。2004年、Everett D. Emerson は The Flag Bulletinに発表した論文で、この旗を虚構と断じている。
Emerson はこの虚構の旗について、シント・マールテンの旗を言葉で説明する際に大きな誤りが生じたものか、あるいは商業目的でデザインされたものの実際には使用されなかったものが出所ではないかと推測している。Hernán Bustelo は、この旗のデザインはマティーニ (Martini) のグラスを横から見たものではないかと推測している。